# お会式
お会式（おえしき）は、宗祖等の命日にあわせて行われる大法会（祭り）である。
本来は法会の儀式の略で会式という言葉の通り、特定の宗派の行事を指す言葉ではないが、俳句において下述の日蓮宗のお会式から秋の季語とされるように、一般的には日蓮の忌日を指す。

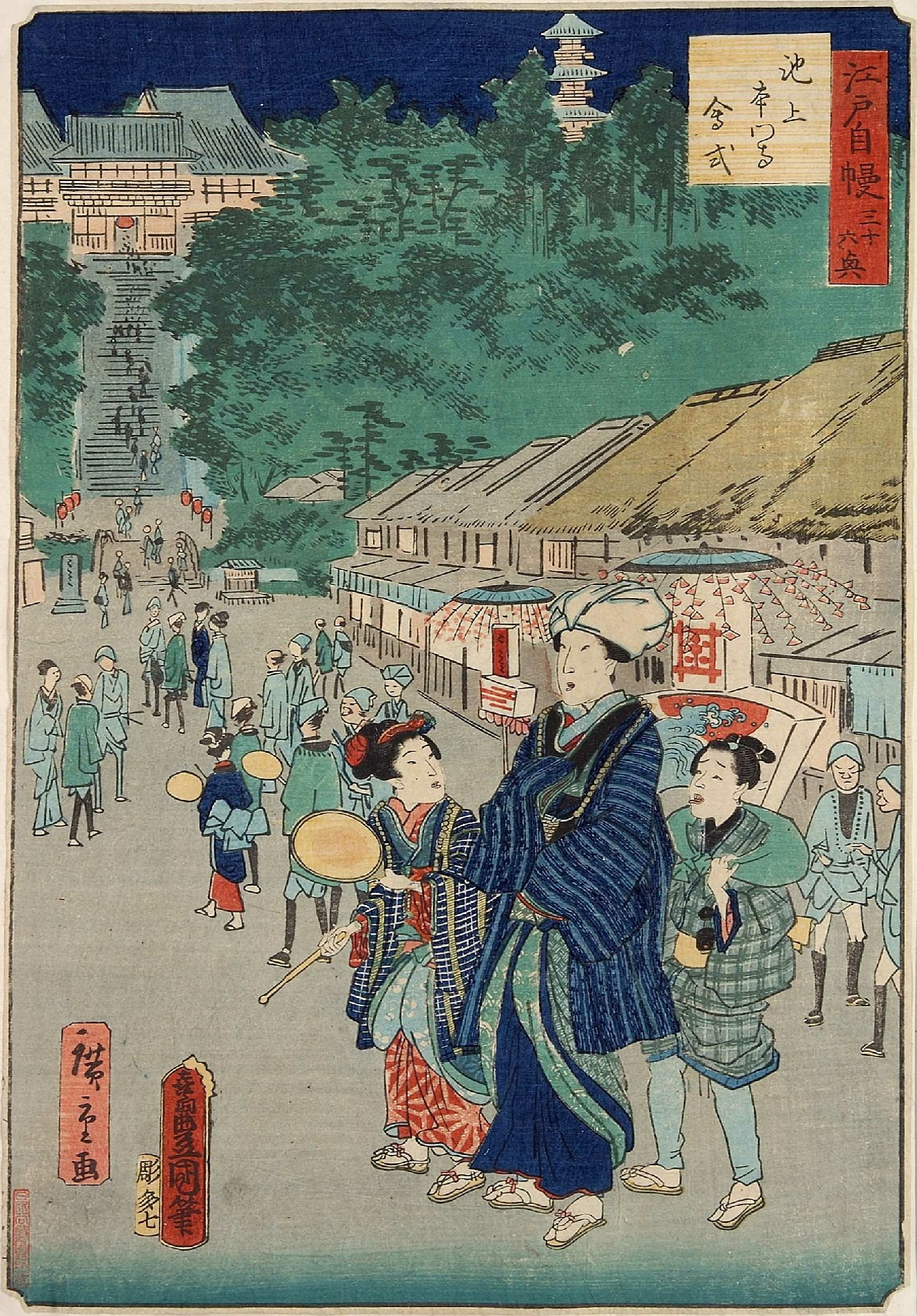
江戸自慢三十六興・池上本門寺会式

## 日蓮宗のお会式

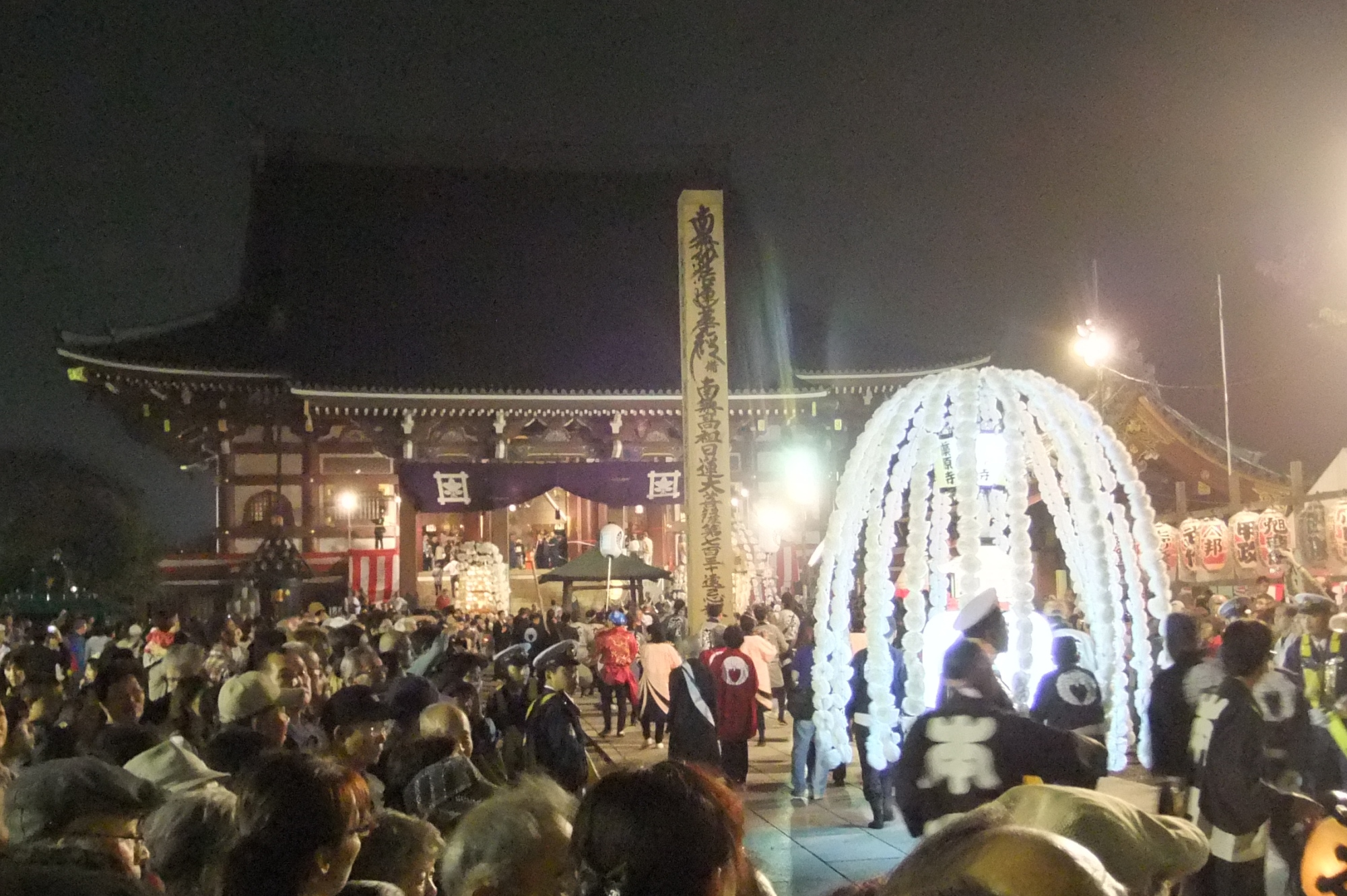
お会式 万灯練供養 （池上本門寺）

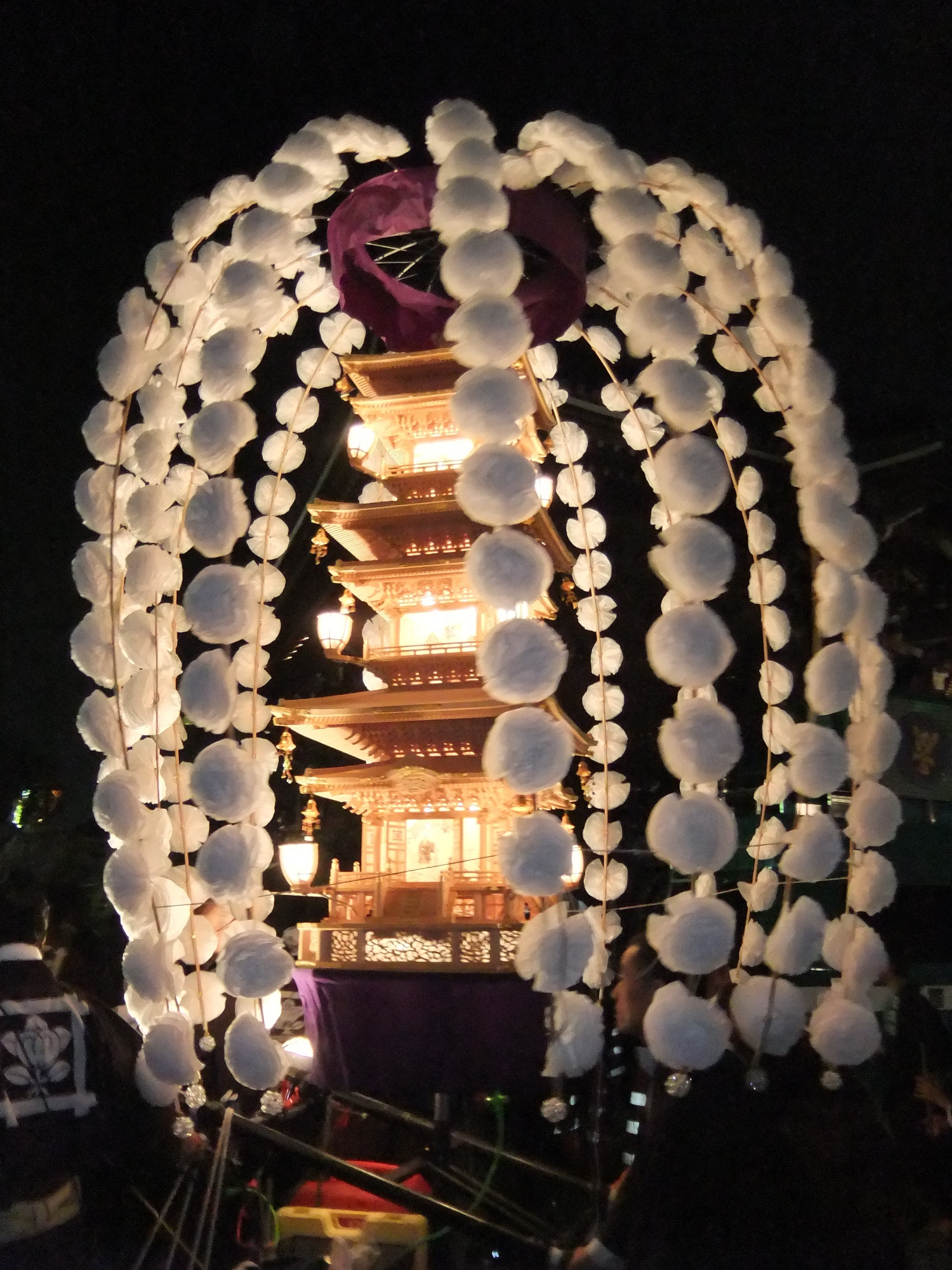
万灯

お会式（おえしき）は、日蓮門下の諸派で日蓮の命日の10月13日等にあわせて行われる法要である。
数十万人の参拝者が訪れる祭りとして、特に東京都大田区の池上本門寺が知られている。起源は定かではないが、浮世絵師の歌川広重（二代）の作品『江戸自慢三十六興』、『江戸名勝図会』で描かれていることから、江戸時代末期までには始まっていたと考えられる。
日蓮の命日の前夜（10月12日）はお逮夜（おたいや）と呼ばれ、各地から集まった講（信徒団体の集まり）が、行列し万灯や提灯を掲げ、纏を振り、団扇太鼓や鉦を叩き、題目を唱えながら境内や寺の近辺を練り歩く。
古来は、提灯に蝋燭を灯し、団扇太鼓を叩きながら参詣する簡素なものだった。纏を振るようになったのは、一説によると明治時代に町火消たちが参詣に訪れた事によるという。
近年は万灯の明かりとして、蝋燭の替わりに発電機を利用、電球やLEDなどで装飾している。これは単に万灯を目立たせる、豪華さを演出する等の演出の意味合いもあるが、これら万灯や提灯等の仏具は個人保有が大半であり、また、仏具補修費用が高額のため、蝋燭使用の場合に起こる万灯や提灯への煤けや延焼被害を防ぐ意図の方が強い。
日蓮宗の寺には、境内に鬼子母神を祀る場合が多く、鬼子母神の祭りを兼ねる場合も多い。
寺によっては花まつりではなく、お会式や千部会に稚児行列が出る場合がある。
なお立正佼成会は10月第1日曜日に「お会式・一乗まつり」の名前でほぼ同じ趣旨のイベントを行っている。本部中心を花飾りしながら、踊り、法衣し、一般見物客も溢れる。

## 浄土宗のお会式
浄土宗では法然の両親を供養する浄土宗最大の行事をお会式と呼ぶ。
浄土宗には、この他、お十夜という重要な行事があり、日蓮宗のお会式とほぼ同時期に行われる。

## 聖徳宗のお会式
法隆寺（斑鳩町、聖徳宗総本山）では、実質的に宗祖といえる聖徳太子の（旧暦にあわせた）祥月命日にあたる3月22日～24日に「お会式」が行われるが、とくに10年に1度行われる大法要（大会式）は「聖霊会」とよばれ、南都楽所の雅楽にあわせて楽人が舞う舞楽が奉納される。

## その他のお会式
その他、華厳宗、真言宗、一部の神社にも同様の行事がある。

## 日本各地のお会式
誰でも観覧、撮影可能なもの、※は稚児行列、稚児舞が登場

### 東北地方
- 11月22～23日：久円寺（日蓮宗）（宮城県石巻市）

### 関東地方

#### 北関東
- 旧暦10月12日：法高寺（館林市）※
- 11月12日：本城寺（富岡市）

#### 南関東
- 9月：妙本寺（鎌倉市）※
- 10月9～10日：法道寺（神奈川県横須賀市）
- 10月11～13日：池上本門寺（東京都大田区）
- 10月12～13日：妙法寺（杉並区）※
- 10月16日：天妙国寺（顕本法華宗）（東京都品川区）
- 10月16～18日：法明寺（東京都豊島区）
- 10月第2土曜日：妙蓮寺（横浜市旭区・相鉄沿線）※
- 10月第3土曜日：高野山東京別院（高野山真言宗）（東京都港区）※
- 11月2日：妙福寺（東京都練馬区・西武池袋線沿線）
- 11月3日：妙法寺（東京都世田谷区・小田急線）
- 11月3日：妙蓮寺（横浜市港北区・東急沿線）
- 11月中旬：誕生寺(日蓮宗)（鴨川市）※
- 11月中旬：法華経寺（市川市）※
- 11月8日：大林寺（東京都大田区）
- 12月9～10日：本立寺（練馬区　西武新宿線　武蔵関駅）

### 中部地方
- 旧暦1月18日：正福寺（三重県鳥羽市）
- 4月1～3日：津観音（津市）※

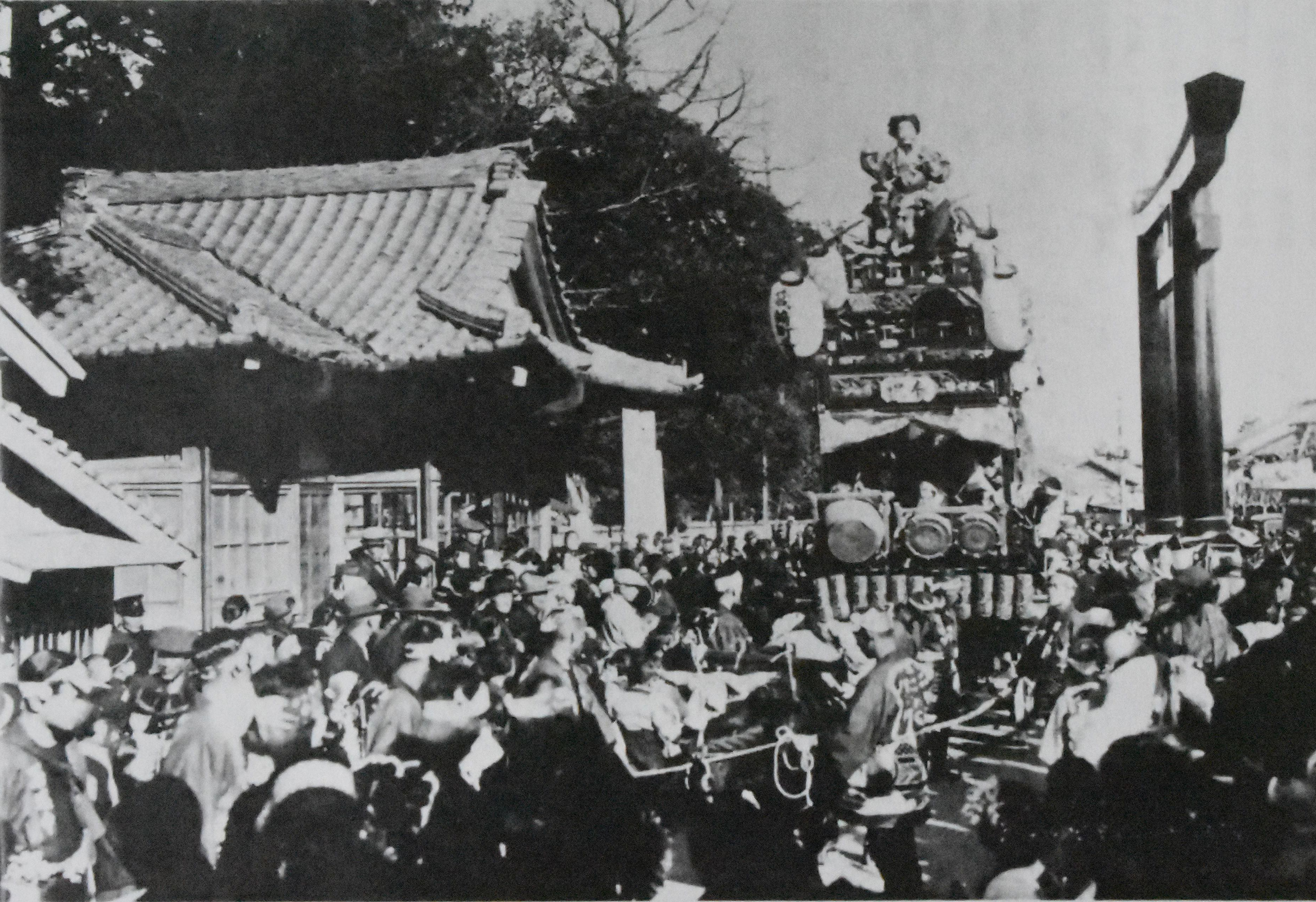
昭和5年（1930年）、静岡浅間神社「廿日会祭」

- 4月5日：静岡浅間神社（静岡市葵区）※（神社だが、これも、お会式と呼ばれた）
- 10月14～15日：本陽寺（上田市）※
- 11月下旬：妙法寺（富士川町）※
- 11月22～23日：昌福寺（富士川町）※

### 近畿地方
- 3月22日：法隆寺（斑鳩町）
- 3月下旬：安倍文殊院（桜井市）

#### 京都府
- 10月12～13日：妙蓮寺（京都市上京区）
- 10月13日：本禅寺（法華宗陣門流）（京都市上京区） - 宗祖日蓮の念持仏「立像釈尊｣御開帳

### 中国・四国地方
- 4月第3日曜日：誕生寺 (浄土宗)（久米南町）※
- 11月22日：盛隆寺 (日蓮宗)（岡山県岡山市）

### 九州地方
- 10月14日：本佛寺（日蓮宗）（福岡県うきは市）